# Káto Kouroúni
Káto Kouroúni, en grec moderne : Κάτω Κουρούνι, est un village du dème de Kými-Alivéri, sur l'île d'Eubée, en Grèce.
Selon le recensement de 2011, la population de Káto Kouroúni compte 82 habitants.